# Libnotes minyneura
Libnotes minyneura là một loài ruồi trong họ Limoniidae. Chúng phân bố ở miền Australasia.